# Васильченко, Николай Николаевич
Николай Николаевич Васильченко (1896—1942) — советский военный деятель, помощник генерал-инспектора по военно-учебным заведениям ВВС РККА, комдив (1938).

## Биография
Родился в декабре 1896 года в поселке на станции Ворожба Харьковской губернии в семье железнодорожного работника. По национальности — украинец.
В 1914 окончил железнодорожное ремесленное училище в городе Белополье, работал слесарем в железнодорожном депо.
С началом Первой мировой войны служил рядовым в 19-м запасном пехотном батальоне.
С декабря 1916 г. назначен механиком 1-го авиаотряда в г. Смоленск. Последний чин в старой армии — унтер-офицер.

### Гражданская война
В начале 1918 г. был арестован немецкой армией и посажен в лагерь, откуда, через 2 месяца, бежал. Принимал участие в работе партийной ячейки Конотопского железнодорожного депо. Член ВКП(б) с 1918 года. В РККА с ноября 1918 года. С ноября 1918 — техник 24-го Красногвардейского авиаотряда. До марта 1920 г. учился курсантом сначала в Киевской, затем в Московской школе военных лётчиков. С марта 1920 года — лётчик 5-го истребительного авиаотряда. В сентябре 1920 г. назначен на должность начальника 6-го истребительного авиаотряда.

### Советский период
С 1922 г. — командир звена 2-й истребительной эскадрильи, с августа 1923 г. назначен командиром 2-й истребительной эскадрильи. С июня 1924 г. находился в Персии в качестве авиационного инструктора. С апреля 1927 г. — помощник начальника ВВС Белорусского военного округа. Через месяц становится начальником ВВС Кавказской Краснознамённой армии. В 1930 г. зачислен слушателем Военной академии имени М. В. Фрунзе, которую закончил в 1932 году. С 1932 г. — помощник командующего войсками Приволжского военного округа по авиации. С 1933 по 1939 г. исполнял обязанности военно-воздушного атташе при полномочном представительстве СССР во Франции. 19.2.1938 г. присвоено звание комдива. В сентябре 1939 г. назначен преподавателем в Военно-воздушную академию имени Н. Е. Жуковского. С июля 1940 г. — преподаватель тактики ВВС Военной академии командного и штурманского состава ВВС РККА. В августе 1940 г. назначен помощником генерал-инспектора ВВС по военно-учебным заведениям.

## Закат карьеры и гибель
Арестован 1 июня 1941 года. Обвинялся в шпионаже и участии в военном заговоре. 13 февраля 1942 года Особым совещанием при НКВД был приговорён к расстрелу. Приговор приведён в исполнение 23 февраля 1942 года. Реабилитирован Военной коллегией Верховного суда СССР 17 сентября 1955 года.

## Награды
- 2 ордена Красного Знамени (10.02.1921, 25.09.1928)[1]
- Орден Красной Звезды (1938)